# オーウェン・チェンバレン
オーウェン・チェンバレン（Owen Chamberlain, 1920年7月10日 - 2006年2月28日）は、アメリカの物理学者。「反陽子の発見」により、共同研究者であったセグレとともに1959年のノーベル物理学賞を受賞した。

## 生涯
チェンバレンはサンフランシスコに生まれ、ダートマス大学（1941年に学位を得た）とカリフォルニア大学バークレー校で第二次世界大戦の勃発まで物理学を学んだ。彼は1942年にマンハッタン計画に加わり、セグレとともにバークレーとロスアラモス国立研究所で研究を行った。彼は1943年にベアトリス・バベッテ・カッパー（Beatrice Babette Copper）と結婚し、4人の子供をもうけた。
戦争が終わった後の1946年、チェンバレンはシカゴ大学にいた伝説的な物理学者、フェルミのもとで博士号を得るための研究を続けた。フェルミは、チェンバレンが稀有な才能を持っていた実験物理学のために理論物理学を後回しにするよう勧め、彼の師として重要な役目を演じた。
1948年にチェンバレンはバークレーに教職員として戻り、1958年に教授に推薦された。ここで彼やセグレたちは陽子の散乱実験を行った。そして1955年に一連の陽子散乱実験の結果、反陽子（負の電荷を持った陽子のような粒子）が発見された。彼の後の研究には、TPC検出器（Time Projection Chamber）やスタンフォード線形加速器センター（SLAC)での研究が含まれている。
チェンバレンは平和や社会正義といったことに対して政治的に活発で、ベトナム戦争には明確に反対した。彼は政治上の主張によって投獄されたソビエト連邦の科学者、サハロフ、オルロフ、シチャランスキーの支援を行った科学者たちの一員だった。1980年代には、核廃絶運動の成立に貢献した。
チェンバレンは1959年からハーバード大学で教鞭を執っていたが、1985年にパーキンソン病であると診断され、1989年に教壇を去った。